# کوه نایلوگ
کوه نایلوگ (به لاتین: Mount Nailog) یک کوه در فیلیپین است که در میماروپا واقع شده‌است.